# Problema físico
Un problema físico consiste en determinar una solución numérica, modelo subyacente o explicación que permita entender cierta observación experimental o una situación supuesta, usando modelos físicos nuevos o marcos teóricos previamente desarrollados.

## Ejemplos

### Problemas históricos importantes
El origen del universo y su estructura observada fueron objeto de debates filosóficos y reflexiones desde la antigüedad, aunque sólo a partir de la maduración de la ciencia moderna a partir del siglo XVIII fue posible plantear con precisión algunas cuestiones y esbozar respuestas. Isaac Newton desarrolló algunas ideas cosmológicas a partir de su ley de gravitación universal, sin embargo, dicho modelo bajo ciertas asunciones adicionales como la de que el universo fuera infinito y eterno conducían a situaciones como la paradoja de Olbers o el problema de la inestabilidad (colapso gravitatorio de un universo no perfectamente homogéneo).
También el movimiento de los astros fue una cuestión muy debatida, si bien, en la antigüedad ya se disponía de modelos fenomelógicos como el modelo del astrónomo antiguo Claudio Ptolomeo que describían el movimiento con cierta precisión e incluso permitían predecir eclipses, no fue hasta Isaac Newton que se contó con una teoría general que diera cuenta del movimiento de los astros.
Otros problemas que han demostrado ser irresolubles en la forma inicialmente planteada son el problema de los tres cuerpos (no existe un procedimiento analítico para encontrar la solución general) o el problema de la estabilidad atómica dentro del electromagnetismo clásico. Este segundo problema contribuyó en gran medida a formular principios físicos diferentes de los de la física clásica y llevó al desarrollo de la mecánica cuántica.

### Problemas importantes resueltos
El problema de la estabilidad atómica planteado a finales del siglo XIX fue resuelto unas décadas más tarde con el advenimiento de la física atómica y nuclear, ambas basadas en la mecánica cuántica y la teoría cuántica de campos. Igualmente, el origen de universo y su desarrollo desde un momento muy temprano a su inicio fueron aclarados por la modelo de big bang, afinando mediante el submodelo ΛCDM, basados en última instancia en la teoría general de la relatividad. Si bien las condiciones exactas de por qué el universo empezó con ciertas características y valores de ciertos parámetros físicos, todavía está pendiente de explicaciones adicionales.

### Problemas no resueltos de la física
La física moderna ha hecho aparece varios problemas físicos que parecen importantes y para los cuales no existe una solución o una explicación adecuada dentro de las teorías físicas modernas como son la teoría general de la relatividad o la mecánica cuántica de campos. Entre estos problemas, uno de los más famosos es la aparente incompatibilidad entre estas dos teorías y el problema de construir una teoría de gravedad cuántica consistente que englobe a ambas como casos límites, compatibilizando así las predicciones contradictorias. Otro problema que afecta a la física cuántica es el problema de la medida que podría estar relacionado con la construcción de una teoría consistente como la mencionada más arriba según el premio Nobel Roger Penrose.

## Problemas físicos en otros contextos

### Modelización física
Algunas aplicaciones prácticas y problemas de ingeniería, requieren la construcción de modelos físicos específicos que permitan hacer predicciones cuantitativas precisas, que frecuentemente no pueden obtenerse por una derivación directa de las teorías físicas fundamentales. Muchos problemas de comportamiento de los materiales, de la estabilidad y adecuación de tecnologías específicas, requieren una combinación de simulación y experimentación, para comprender su comportamiento físico. El problema de describirlos adecuadamente, suele llevar problemas físicos no triviales, si bien estos no suelen ser problemas centrales para la física teórica.

### Ejercicios escolares
Los problemas escolares de física, son cuestiones simples que normalmente por cálculo directo o aplicación de una serie de fórmulas en el orden correcto permiten obtener resultados numéricos a ciertas cuestiones prácticas o imaginadas. Al igual que sucede con los problemas matemáticos escolares una didáctica deficiente sobre los principios físicos subyacentes hace que se planteen a los estudiantes en lugar de cuestiones interesantes, meros ejercicios calculísticos que no requieren un razonamiento físico y no dan a los estudiantes la oportunidad de probar si han asimilado las ideas centrales de la física clásica.